# De coniuratione Catilinae

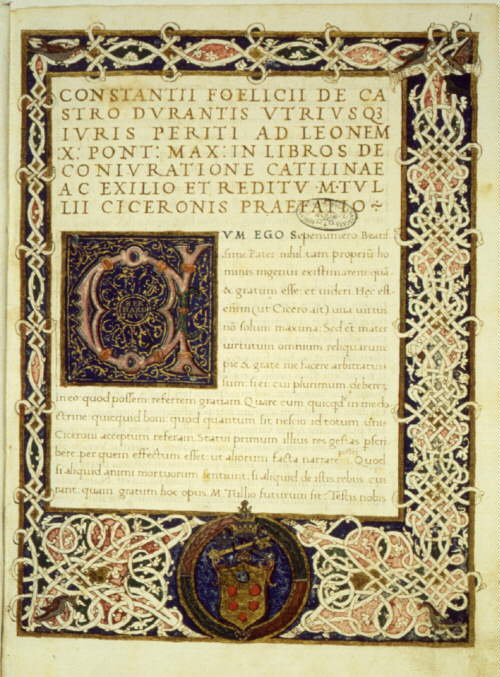
Ausgabe von Costanzo Felici aus dem 16. Jahrhundert mit einer Widmung an Papst Leo X.

De coniuratione Catilinae oder Bellum Catilinae (lateinisch für Über die Verschwörung des Catilina oder Der Krieg Catilinas) ist eine Monographie des römischen Historikers Sallust. Sie umfasst 61 Kapitel und entstand um das Jahr 41 v. Chr. Sallust schildert darin die Verschwörung des Lucius Sergius Catilina, der im Jahr 63 v. Chr. versuchte, durch einen Staatsstreich die Macht in der römischen Republik an sich zu reißen, was durch den Konsul Marcus Tullius Cicero vereitelt wurde. Neben dessen Reden ist dieses Erstlingswerk Sallusts die wichtigste Quelle über diese Ereignisse sowie in der Originalsprache zugleich seit dem Mittelalter „Schulstoff“ des Lateinunterrichts.

## Inhalt
Im Proömium, das die ersten vier Kapitel seines Werks umfasst, schildert Sallust die gloria, den Ruhm, als Sinn der menschlichen Existenz. Sallust blickt auf seine eigene gescheiterte Karriere als Politiker zurück und rechtfertigt seine nunmehr intellektuelle Betätigung als Historiker im Vergleich zur Vita activa eines Politikers oder Heerführers. Im fünften Kapitel schließt sich eine Charakteristik seines Protagonisten an, dem zwar gute Anlagen bescheinigt werden, der aber in seiner sittlichen Verderbtheit nachgerade dämonisiert wird.
Es folgt ein erster Exkurs, in dem Sallust einen allgemeinen Sittenverfall als Ursache der Krise der römischen Republik schildert. An die Stelle der virtus, der Tugend bzw. Tapferkeit, die Rom in den vergangenen Jahrhunderten groß gemacht habe, hätten seit dem Ende der punischen Kriege immer mehr avaritia und luxuria um sich gegriffen, Habgier und Verschwendung. Catilina wird als idealtypischer Vertreter dieser beiden Laster geschildert.
Die eigentliche Handlung setzt erst mit der Vorgeschichte der Umtriebe Catilinas in Kapitel 17 bis 22 ein. Nach der Darstellung der so genannten ersten catilinarischen Verschwörung des Jahres 65 folgt eine Rede Catilinas an seine Anhänger. Dabei gibt Sallust auch das Schauermärchen wieder, Catilina habe seinen Anhängern zur Bekräftigung ihres Treueides eine Mischung aus Wein und Menschenblut zu trinken gegeben. In Kapitel 23 bis 24 erzählt er dann, wie Fulvia, die Geliebte des Quintus Curius, die Verschwörung verraten habe, was dazu beigetragen habe, dass Catilina bei der Wahl zum Konsul für das Jahr 62 durchfiel. Kapitel 25 ist dann ein Exkurs über Sempronia, die als weibliches Pendant zu Catilina beschrieben wird. In den nächsten Kapiteln folgt eine Schilderung der konkreten Vorbereitungen zum Aufstand, die in Kapitel 36 bis 39 durch einen weiteren Exkurs unterbrochen wird, bei dem sich Sallust an die Pathologie der Polis des Thukydides anlehnt (Peloponnesischer Krieg, 3,82–84). Sallust ergänzt hier seine moralische Betrachtung der Krise durch soziale Analysen der Anhängerschaft Catilinas und durch eine scharfe Kritik an den beiden Parteien der späten römischen Republik: Den Optimaten wird vorgeworfen, nur noch mit verlogenen Phrasen für ihren eigenen Machterhalt zu kämpfen, doch auch die Popularen, denen Sallust als Anhänger Caesars selbst zuzurechnen war, schont er nicht: Sie werden als verantwortungslose Demagogen geschildert, die mit populistischen Schlagworten das Volk gegen die traditionelle Herrschaft des Senats aufhetzten.
In den Kapiteln 39 bis 49 wird die Handlung fortgesetzt: Die Verschwörung wird aufgedeckt durch den Verrat der Allobroger, Gallier, mit denen Catilina sich zu verbünden hoffte; die Anhänger Catilinas, der selber die Stadt bereits verlassen hatte, werden verhört. Es schließt sich in Kapitel 50 bis 55 eine ausführliche Darstellung der Senatsberatung über die Frage an, wie man mit ihnen weiter zu verfahren habe. Während Caesar dafür plädiert, die Verschwörer mit Einziehung ihres Vermögens und mit Haft in den Landstädten Italiens zu bestrafen, kann sich Marcus Porcius Cato der Jüngere mit seinem Antrag, sie hinzurichten, durchsetzen. In den letzten sechs Kapiteln des Werks wird die militärische Zerschlagung der Verschwörung in der Schlacht von Pistoria erzählt.

## Forschung

### Intention und Tendenz

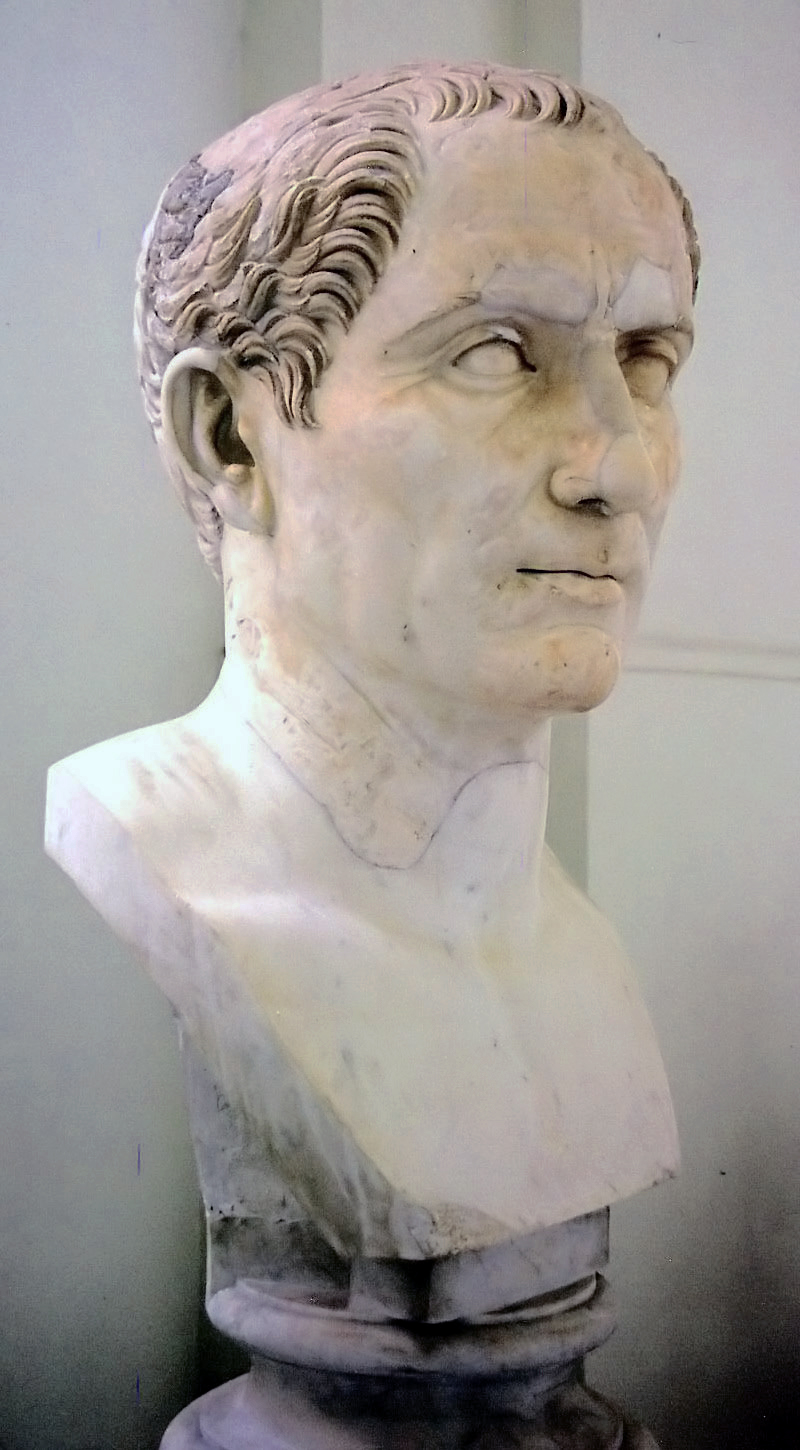
Büste Gaius Iulius Caesars im Archäologischen Nationalmuseum, Neapel

Lange stand die Sallust-Forschung unter dem Eindruck des Urteils Theodor Mommsens, wonach das Werk eine „politische Tendenzschrift“ sei, mit der sich der Autor bemüht habe, das Bild seines ehemaligen Mentors Caesar „von dem schwärzesten Fleck, der darauf haftete, zu reinigen“, nämlich von dem Verdacht, in die Verschwörung Catilinas verwickelt gewesen zu sein. Gleichzeitig sei es Sallust darum gegangen, die Nobilität zu denunzieren:

„Daß der gewandte Schriftsteller den apologetischen und accusatorischen Charakter dieser seiner Bücher zurücktreten läßt, beweist nicht, daß sie keine, sondern daß sie gute Parteischriften sind.“

Seit den Arbeiten Friedrich Klingners und Hans Drexlers aus dem Jahr 1928 hat sich aber die Interpretation durchgesetzt, dass Sallust kein Parteimann, sondern ein ernst zu nehmender Geschichtsdenker war, der um die traditionellen Werte der res publica besorgt war, den mos maiorum. Demnach waren das eigentliche Thema des Bellum Catilinae weniger die Vorbereitung und Aufdeckung der historisch tatsächlich wenig bedeutenden Machenschaften Catilinas und seiner Anhänger als die Krise der römischen Republik und die Bürgerkriege zu Sallusts Zeit. Catilina werde als deren vorweggenommenes Symbol anachronistisch gezeichnet. Dies deutet der Autor bereits am Ende des Proömiums an, wo er schreibt, er habe seinen Gegenstand gewählt sceleris atque periculi novitate, auf Grund der Neuartigkeit des gefährlichen Verbrechens – damit wird impliziert, dass Staatsstreiche, Putsche und Bürgerkriege in der Folgezeit eben nicht mehr neuartig oder selten waren.
Sallust empfand die Spaltung der römischen Nobilität in Optimaten und Popularen, die schließlich in den Bürgerkriegen eskalierte, als Tragödie. Dies zeige sich nicht nur an dem Parteienexkurs, der fast genau in der Mitte des Buches platziert ist, was seine Bedeutung für das Gesamtwerk unterstreicht, sondern auch an dem großen Rededuell zwischen Caesar und Cato, den beiden prominenten Gegnern im Bürgerkrieg der Jahre 49 bis 46. Sallust vergleicht sie in Kapitel 54 ausführlich, was ihrer damaligen Bedeutung allerdings nicht gerecht wird: Verglichen mit dem Konsul Cicero, dessen Rolle Sallust eher in den Hintergrund rückt, gehörten Caesar und Cato als ehemaliger Aedil bzw. ehemaliger Quaestor gewiss nicht zu den wichtigsten Politikern des Jahres 63 v. Chr. In einem ausführlichen Vergleich wertet Sallust beide gleichermaßen positiv, aber komplementär in ihren Tugenden. Besonders deutlich werden die Gegenwartsbezüge in der Schilderung des Schlachtfelds von Pistoria, mit der das Werk schließt. Hier verweigert Sallust auch dem Erzschurken Catilina nicht den Respekt vor seiner Tapferkeit – Catilinas Leiche soll weitab von den Seinen inmitten erschlagener Feinde gefunden worden sein –, Sallust malt hier auch das ganze Grauen eines Bürgerkrieges:

„Multi autem, qui e castris visundi aut spoliandi gratia processerant, volventes hostilia cadavera amicum alii, pars hospitem aut cognatum reperiebant; fuere item, qui inimicos suos cognoscerent. ita varie per omnem exercitum laetitia, maeror, luctus atque gaudia agitabantur.

Viele aber, die aus dem Lager aus Neugier oder Lust am Plündern das Schlachtfeld besuchten, fanden, als sie die Leichen der Feinde umwendeten, teils einen Freund, teils einen Gastfreund oder Verwandten. Einige erkannten aber auch ihre persönlichen Feinde. So herrschten denn durch das ganze Heer in buntem Wechsel Freude und Schmerz, Klage und Jubel.“

Der Althistoriker Ronald Syme dagegen führt mehrere Argumente dafür an, dass in Sallusts Schrift doch eine Tendenz erkennbar sei: Sie richte sich gegen die diktatorische Herrschaft des zweiten Triumvirats, das im November 43 kurz vor Abfassung von De coniuratione Catilinae geschlossen wurde, und vor allem gegen Caesars Erben Octavian, der sich damals nach seinem Adoptivvater Gaius Iulius Caesar nannte. Als Beleg führt Syme den Vergleich Caesars mit Cato an, bei dem dieser positiver geschildert werde, vor allem aber die Rolle, die Sulla im Text spielt. Dieser hatte in den Jahren 82 bis 79 nach einem ersten Bürgerkrieg eine Diktatur errichtet und wie die Triumvirn zu Sallusts Gegenwart Tausende politischer Gegner durch Proskriptionen für vogelfrei erklärt und umbringen lassen. Syme liest die zahlreichen und stets negativ konnotierten Erwähnungen des toten Diktators (so z. B. in den Kapiteln 5, 11, 16, 21, 28 und 37) als versteckte Kritik an seiner ebenfalls durch Grausamkeiten und Bürgerkriege gekennzeichneten Gegenwart.
Als tiefere Ursachen dieser Bürgerkriege analysiert Sallust aber nicht in erster Linie die zunehmenden sozialen Spannungen innerhalb der Gesellschaft, die Überdehnung des Imperiums oder die relativ neue Institution der Heeresclientel, mit denen die moderne Geschichtswissenschaft das Scheitern der römischen Republik erklärt. In einer heute „naiv“ erscheinenden Weise erklärt er die Krise vielmehr moralisch: Sie sei verursacht durch einen Zerfall der concordia, der Eintracht, die innerhalb des Gemeinwesens zu herrschen habe. Die bloße Existenz zweier um die Führung im Staate ringender Parteien ist für ihn bereits verderblich, er kann sie nur mit einem Verfall der allgemeinen Sitten erklären. Diese Dekadenz führt er auf das blinde Wüten des Schicksals zurück (Kap. 10, 1: saevire fortuna et miscere omnia coepit). Da Widerstand gegen das Schicksal unmöglich ist, entwirft der Autor auch keinerlei Lösungsmöglichkeiten für die Krise der römischen Republik. In diesem Sinne bleibt sein Geschichtsbild letztlich fatalistisch und damit unhistorisch.

### Historische Zuverlässigkeit
Sallust hatte offenkundig auf mehr Quellen Zugriff als Cicero und vermag deshalb Informationen zu bieten, die sonst nicht überliefert sind. Er zitiert zum Beispiel in Kapitel 33 und 35 Briefe Catilinas und seines Offiziers Manlius, die Cicero beim Abfassen seiner Reden noch nicht vorliegen konnten, da sie erst nach Aufdeckung der Verschwörung zugänglich waren. Diese von der Forschung für weitgehend echt gehaltenen Dokumente lassen Rückschlüsse auf den sozialhistorischen Hintergrund des Aufstands und auf Catilinas persönliche Motivation zu, der sich durch die wiederholten Misserfolge bei den Wahlen in seiner dignitas, seiner persönlichen Würde, gekränkt sah.
Dem stehen mehrere, zum Teil gravierende historische Irrtümer oder Geschichtsfälschungen gegenüber, die deutlich über die in der antiken Geschichtsschreibung übliche Verwendung fiktiver Reden und Dokumente hinausgehen: In Kapitel 17 wird der Beginn der Verschwörung um ein volles Jahr auf das Jahr 64 vordatiert. Die so genannte erste catilinarische Verschwörung, über die Sallust im Kapitel 18 berichtet, wird von der Forschung heute einhellig für eine nachträgliche Fiktion gehalten. Gleichfalls irrig datiert ist das Senatus consultum ultimum, das Sallust in Kapitel 29 mit Ciceros erster Rede gegen Catilina auf den 8. November legt – in Wahrheit hatte der Senat den Ausnahmezustand bereits am 21. Oktober erklärt.
Diese offenkundige historische Unzuverlässigkeit in Sallusts Monographie erklärt der Altphilologe Ludwig Bieler mit seinem apriorischen Geschichtsbild und seiner deduktiven Arbeitsweise:

„Sallust tritt an seinen Gegenstand als Dogmatiker heran, mit einer aus Leben und Lektüre zusammengewachsenen Geschichtsphilosophie, die er immer wieder in den besonderen Ereignissen bestätigt sieht. An den Tatsachen als solchen hat er kein echtes oder unmittelbares Interesse.“

### Sprache und Stil
Die Mängel hinsichtlich der historischen Zuverlässigkeit in De coniuratione Catilinae werden oft damit erklärt, dass es sich dabei mindestens so sehr um ein sprachliches Kunstwerk handele wie um ein Geschichtswerk. Dieses hohe Kunstwollen lässt sich erkennen an der romanhaften, rondoartigen Komposition des Werks um die drei zentralen Personen Catilina – Caesar – Cato. Vor allem aber wird Sallusts Stil gerühmt, den er in De coniuratione Catilinae zum ersten Mal entfaltete. Der radikale Stilwille, der das ganze Werk bis in die sprachlichen Details hinein durchzieht, wird von dem Altphilologen Karl Büchner verglichen mit dem eines „virtuosen Komponisten, der bei jedem Ton weiß, was er spielt, und der deshalb auch entsprechend genau gehört werden muss.“ Er zeigt sich im Catilina in Inkonzinnitäten, einer gewollten Kürze des Ausdrucks, die häufig zu knappen Sentenzen pointiert wird, der aber an anderer Stelle asyndetisch aneinandergereihte, überreiche Ausdrücke entgegenstehen, einer Neigung zu seltenen, gesuchten Vokabeln und zu archaischen Formen. Diesen Stil benannte der Altphilologe Will Richter als Manierismus, insofern es Sallust darauf angekommen sei, die Dinge bewusst anomal auszudrücken, das Künstliche und Gesuchte dem Naheliegenden und Natürlichen vorzuziehen, um so seine Leser immer wieder zu überraschen und in Erstaunen zu versetzen.
Für diesen Manierismus in der Sprache von De coniuratione Catilinae werden von der Forschung unterschiedliche Motive angegeben, die sich gegenseitig nicht ausschließen müssen: Zum einen sei Sallust der Sprache seiner historiographischen Vorgänger gefolgt, namentlich dem älteren Cato und Lucius Cornelius Sisenna, an dessen Geschichtswerk er später mit seinen Historien anknüpfte. Zum anderen wird argumentiert, Grund sei die auch sprachliche Orientierung an Thukydides, der als einer der ältesten der attischen Schriftsteller ein vergleichsweise archaisches Griechisch schrieb. Drittens wird angegeben, dass Sallust für seinen Manierismus innere Gründe gehabt habe: Es sei ihm in seinem bewusst anti-klassischen Stil darauf angekommen, sich auch sprachlich von seiner Gegenwart abzugrenzen, in der das ciceronische Vorbild der ausgewogenen, weit ausschwingenden Periode das anerkannte Stilideal war. Nach dieser Interpretation bedingten in De coniuratione Catilinae geschichtsphilosophischer Inhalt und sprachliche Form in bemerkenswerter Weise einander, weshalb Ludwig Bieler urteilt, Sallusts Kunst der historischen Darstellung verdiene „ungeteilte Bewunderung“.

## Rezeption
Bereits in der Antike fand die kleine Monographie große Bewunderung, wenn auch zunächst weniger als Geschichtswerk denn für ihre abgerundete Komposition und den kühnen Stil. Der Rhetoriker Quintilian stellte ihren Autor stilistisch sogar mit Thukydides auf eine Stufe (Institutio oratoria II/18; X/101) und führt regelmäßig Beispiele aus De coniuratione Catilinae an, obwohl es dem von ihm propagierten Stilideal Ciceros gerade nicht entsprach. Der Historiker Tacitus orientierte sich stark an Sallusts Werk und übernahm sowohl seinen Stil als auch das pessimistische Geschichtsbild. In seinen Annales rühmt er Sallust als „rerum Romanarum florentissimus auctor“, als „den bedeutendsten römischen Geschichtsschreiber“ (III,30).
Der Kirchenvater Augustinus bezeichnete Sallust nicht nur als „lectissimus pensator verborum“, d. h. „äußerst musterhaften Abwäger seiner Worte“ (De beata vita 31), sondern gar als „nobilitatae veritatis historicus“, als „Historiker von anerkannter Wahrheitsliebe“ (De civitate Dei I,5). Häufig zitierte er in seinem großen apologetischen Werk De civitate Dei daraus (z. B. II,17f.21; III,2.10.14), weil es ihm darum ging nachzuweisen, dass das heidnische Rom rettungslos verderbt und verkommen gewesen sei, bis sich seine Bewohner zum Christentum bekehrten.
Bereits im Mittelalter wurde De coniuratione Catilinae Gegenstand des Schulunterrichts. Die Wertschätzung der von Augustinus so hochgelobten Schrift lässt sich auch daran ermessen, dass über zwanzig Handschriften überliefert sind. Die erste gedruckte Ausgabe erschien bereits 1470 in Venedig. Der Humanist Angelo Poliziano schrieb kurz darauf sein Pactianae coniurationis commentarium  (Bericht über die Pazzi-Verschwörung), die sich in Stil und Aussage eng an Sallusts De coniuratione Catilinae anlehnte. 1513 wurde dann in Landshut eine erste deutsche Übersetzung gedruckt unter dem Titel: „Des hochberompten latinischen Historienschreibers Sallustii zwo schon historien nemlichen von des Catilinan und auch des Jugurthen kriegen“.

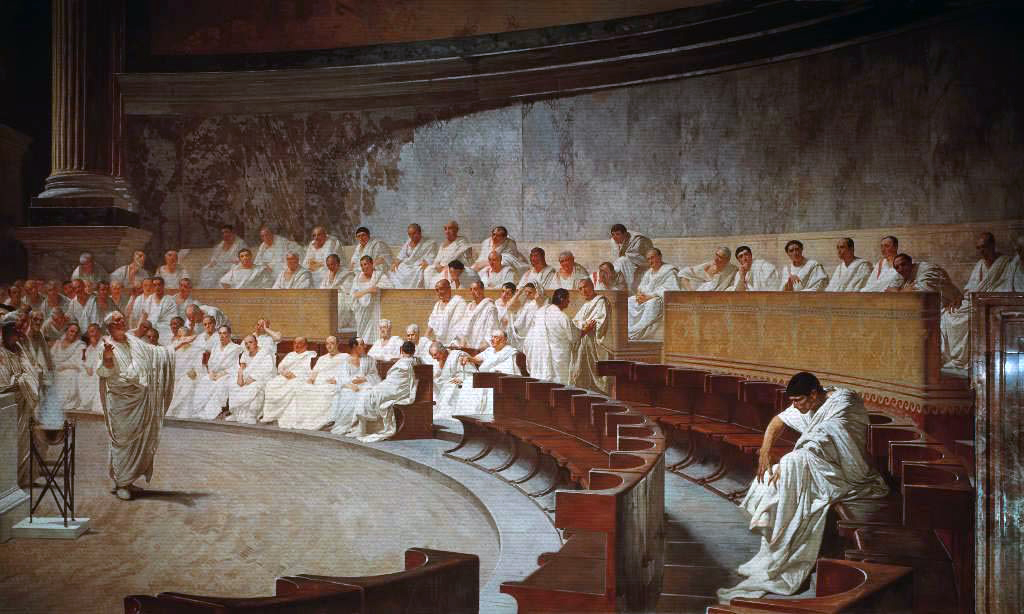
Cesare Maccari, Cicero klagt Catilina an, Fresko im Palazzo Madama in Rom, 1888

Seitdem sind Catilina und Sallusts Text, auf dem die Vorstellung von ihm zum großen Teil basiert, aus dem westlichen Geistesleben nicht mehr wegzudenken. De coniuratione Catilinae ist fester Bestandteil des Lateinunterrichts, das Fresko des ansonsten unbedeutenden italienischen Historienmalers Cesare Maccari von 1888, das sich in der Zeichnung der Physiognomie Catilinas erkennbar auf Sallusts Werks bezieht, ist in vielen Schulbüchern abgebildet und prägt so bis heute die Vorstellung, wie es in einer Senatssitzung zuging. Bismarcks Begriffsprägung „catilinarische Existenz“ für jemanden, der nichts zu verlieren hat und darum alles wagt, ist ein geflügeltes Wort geworden. Friedrich Nietzsche bekannte, sein eigener Sinn für Stil und epigrammatische Kürze sei erwacht „augenblicklich bei der Begegnung mit Sallust“, und noch in Bertolt Brechts 1949 erschienenem Roman Die Geschäfte des Herrn Julius Caesar lassen sich zahlreiche Spuren einer Sallust-Lektüre finden: So übernahm Brecht zum Beispiel beinahe wörtlich ganze Passagen über die Schilderung der Schlacht bei Pistoria aus Sallusts Werk.

## Textausgaben und Übersetzungen
- C. Sallustius Crispus: Catilina, Iugurtha, Historiarum Fragmenta Selecta; Appendix Sallustiana. Hrsg. von L. D. Reynolds, Oxford 1991, ISBN 978-0-19-814667-4.
- C. Sallustius Crispus: De Catilinae coniuratione. Kommentiert von Karl Vretska, 2 Bd., Heidelberg 1976.
- C. Sallustius Crispus: De coniuratione Catilinae / Die Verschwörung des Catilina. Lateinisch/Deutsch. Übersetzt und Herausgegeben von Karl Büchner, Reclam, Stuttgart 1986, ISBN 3-15-009428-3.
- C. Sallustius Crispus: Die Verschwörung Catilinas. Lateinisch-deutsch. Herausgegeben, übersetzt und kommentiert von Josef Lindauer. 3. Auflage. Akademie-Verlag, Berlin 2012, ISBN 978-3-05-005751-4.